# Dead-Head-Flug
Ein Dead-Head-Flug (auch englisch Proceeding) ist in der Luftfahrt der Anglizismus für den Flug eines Angehörigen des fliegenden Personals, der bei diesem Flug nicht als solcher aktiv ist, sondern als Passagier befördert wird. Dabei können auch zahlende Passagiere an Bord sein. Der Flugpersonal-Angehörige wird zum oder vom Einsatzort transportiert und kann entweder auf einem Passagiersitz oder einem Jumpseat im Cockpit oder in der Kabine befördert werden.

## Allgemeines
Der Anglizismus entstand aus der Freikarte oder dem kostenlosen Flugticket (englisch deadhead; Slang), weil das eigene Personal der Fluggesellschaft aus Gründen der Personalkapazität zu einem anderen Flughafen geflogen oder von dort abgeholt wird. Für das Personal ist der Dead-Head-Flug eine Dienstreise. Ein Dead-Head-Flug ist unvermeidlich.

## Zweck
Beim Dead-Head-Flug befinden sich Piloten und/oder Kabinenpersonal (englisch airline crew) an einem Flughafen, an dem nicht ihr Arbeitseinsatz stattfindet. Die Personaldisposition der Fluggesellschaft muss deshalb dafür sorgen, dass die Crew von diesem Flughafen durch einen Transferflug – den Dead-Head-Flug – an denjenigen Flughafen gebracht wird, wo der Arbeitseinsatz erfolgen soll. Die Beförderung des nicht diensthabenden Personals gehört als „Dead-Head-Zeit“ zur Arbeitszeit, sofern sie unmittelbar vor einem Flugeinsatz stattfindet. Je nach Anzahl der zahlenden Passagiere an Bord stellt sich die Frage der Priorität (etwa Priorität vor Vollzahlern auf einer Warteliste) nur bei voll ausgelasteten Flugzeugen. Da bei einem Fehlen von Besatzungen am Zielort evtl. hohe Folgekosten oder Flugplanänderungen entstehen können, genießen dead-head fliegende Besatzungen eine hohe Beförderungspriorität.

## Wirtschaftliche Aspekte
Eine möglichst hohe Auslastung der Flugzeuge einerseits und die gesetzlich vorgeschriebenen Ruhezeiten, insbesondere der Cockpit-Besatzung, andererseits führen teilweise zu Dienstplänen, bei denen ein Wechsel des Flughafens für den weiteren Arbeitseinsatz zwingend notwendig sein kann. Die Crews fliegen daher als Passagiere in einem Flugzeug zum Zielflughafen und erwirtschaften keinen Umsatzerlös für die Fluggesellschaft; bei ausgebuchten Flügen darf der Kapitän des Fluges entscheiden, ob hierzu auch die Jumpseats benutzt werden dürfen.
Die Fluggesellschaften versuchen, durch Vereinheitlichung der Flugzeugtypen bzw. Typenschulungen der Mitarbeiter und Flugplan-Koordination die Dead-Head-Flüge auf ein Minimum zu beschränken.

## Abgrenzung
Beim Positionierungsflug befindet sich nicht das fliegende Personal, sondern das Flugzeug am falschen Flughafen und wird zum richtigen Flughafen gebracht.